# 巴尔德莫里略
巴尔德莫里略，是西班牙马德里自治区的一个市镇。总面积94平方公里，总人口7091人（2001年），人口密度75人/平方公里。